# 天主教恩多拉教區
天主教恩多拉教區（拉丁語：Dioecesis Ndolaënsis）是贊比亞一個羅馬天主教教區，屬盧薩卡總教區。
教區的前身是一個於1938年1月8日成立的宗座監牧區，1949年1月13日升為宗座代牧區，1959年4月25日升為教區。
教區位於銅帶省，2004年有850,000名教友（佔轄區總人口42.5%）、69個堂區和98名司鐸。現任教區主教為本雅明·菲里，榮休主教為諾埃爾·嘉祿·奧里根。